# 丽池公园

麗池公園識別標誌

麗池公園（西班牙語：Parque del Buen Retiro，當地常簡稱「（音譯雷提洛公園）」），或音译布恩雷蒂罗公园，是西班牙首都马德里市中心最大的公园，位於雷蒂罗区。其原為西班牙王室在16世紀建立之布恩雷蒂羅離宮，至19世紀始改為公園對公眾開放。

## 位置
丽池公园面积达1.4km²，位于市中心的东部边缘，毗邻阿尔卡拉门，距离普拉多博物馆也颇近。公园内充满了美丽的雕塑与纪念碑，长廊，有平静的湖泊，玫瑰园，水晶宮。

## 历史
1561年，腓力二世将西班牙宫廷迁至马德里。
1868年向公众开放。
纪念马德里三一一连环爆炸案中191位罹难者的死难者树林位于丽池公园。

## 活动
从5月到10月初，每个星期日，马德里管乐团在公园内靠近阿尔卡拉街的演奏台举行免费音乐会。
这个公园也举办年度书展。

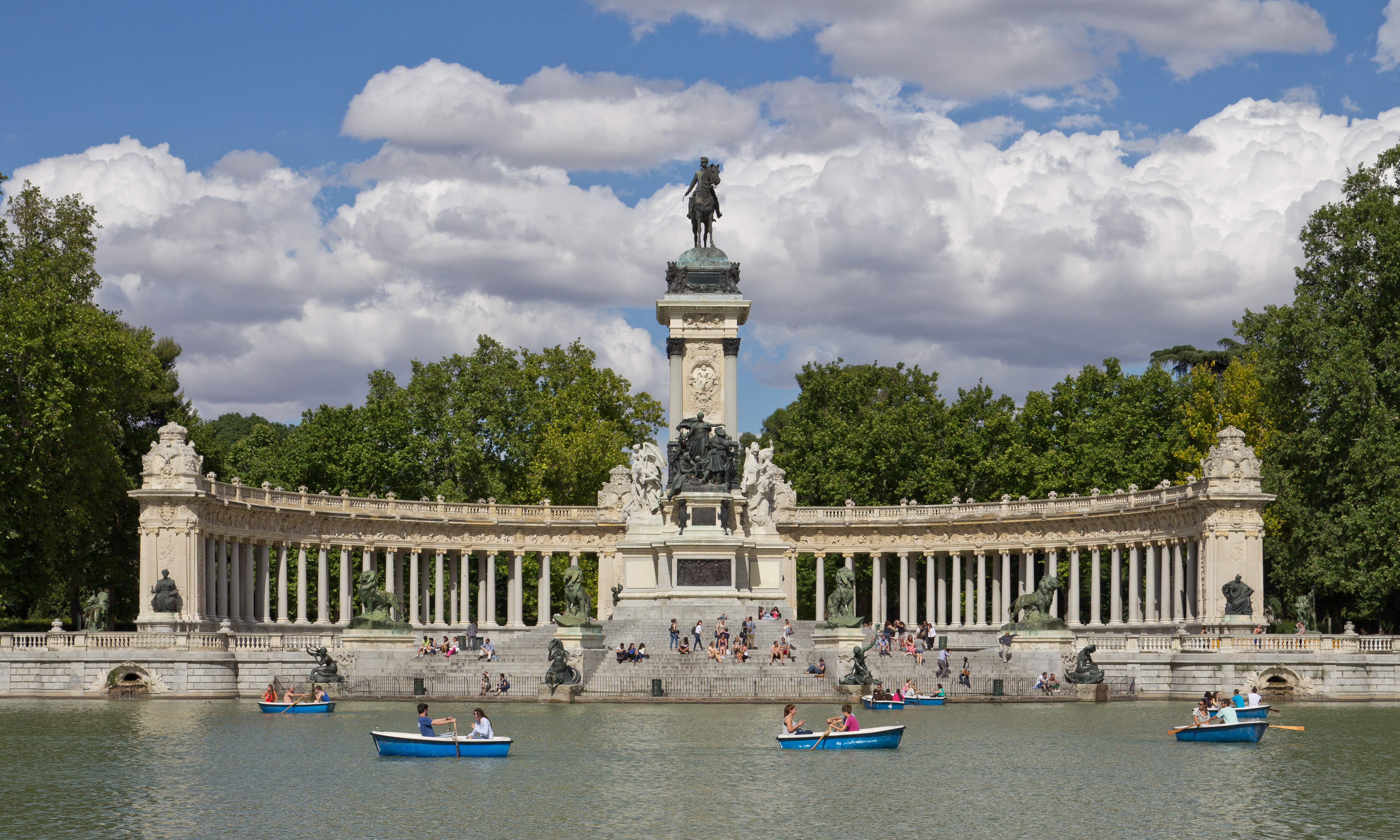
阿方索十二世纪念碑
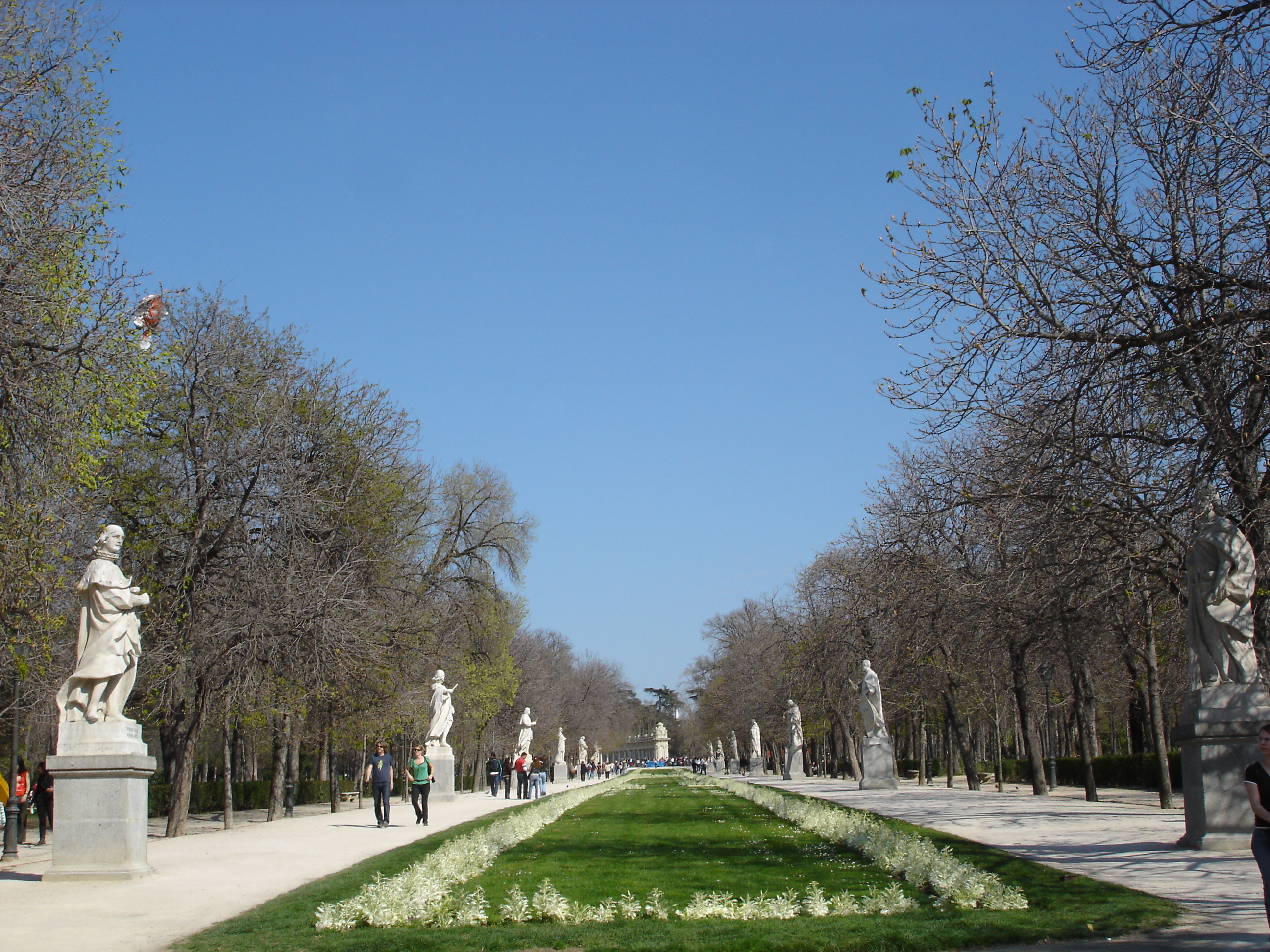
阿根廷大道
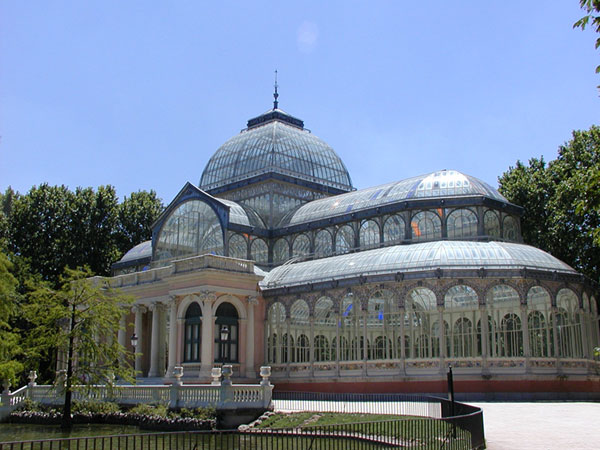
水晶宫
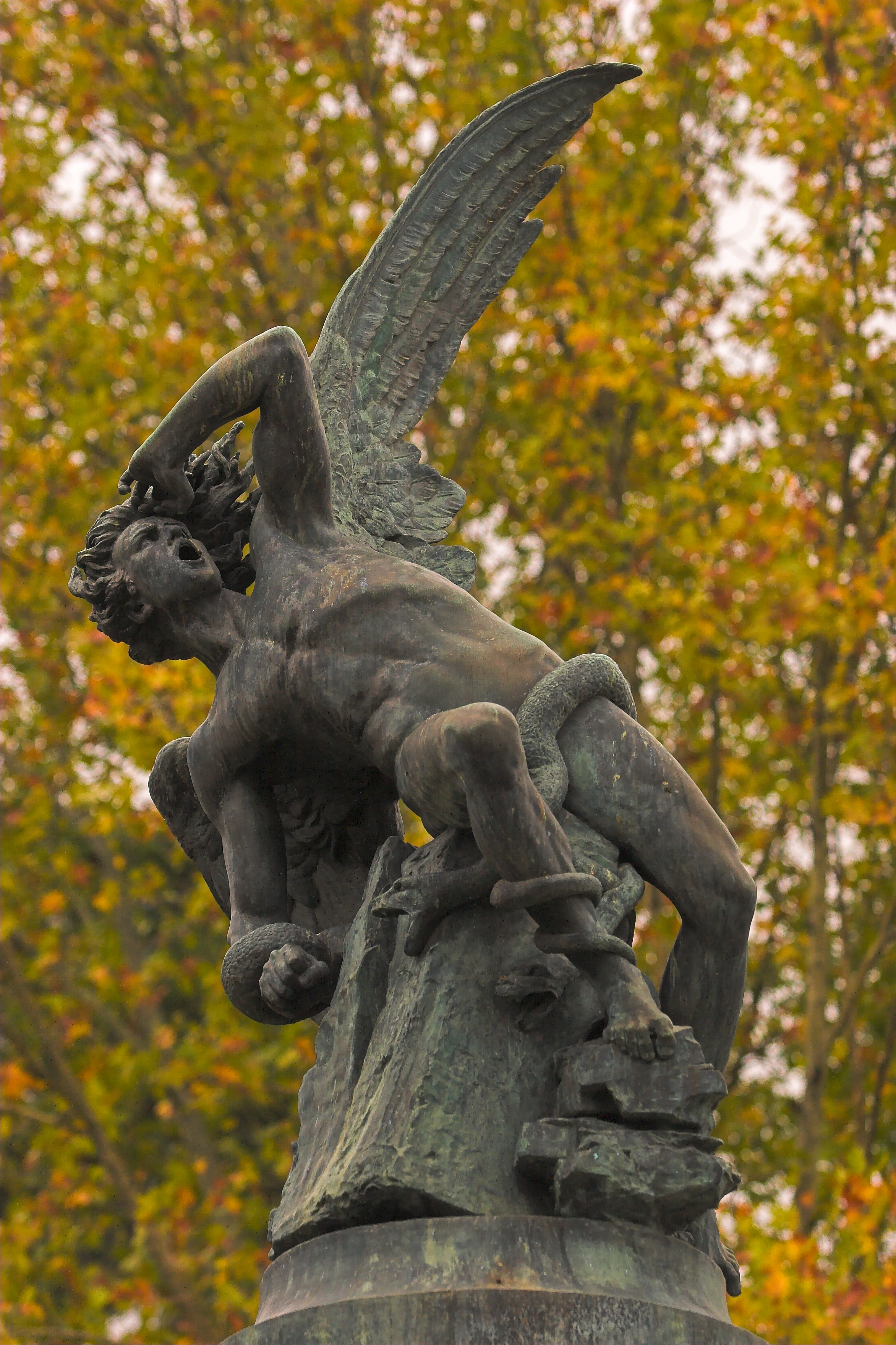
堕落的天使
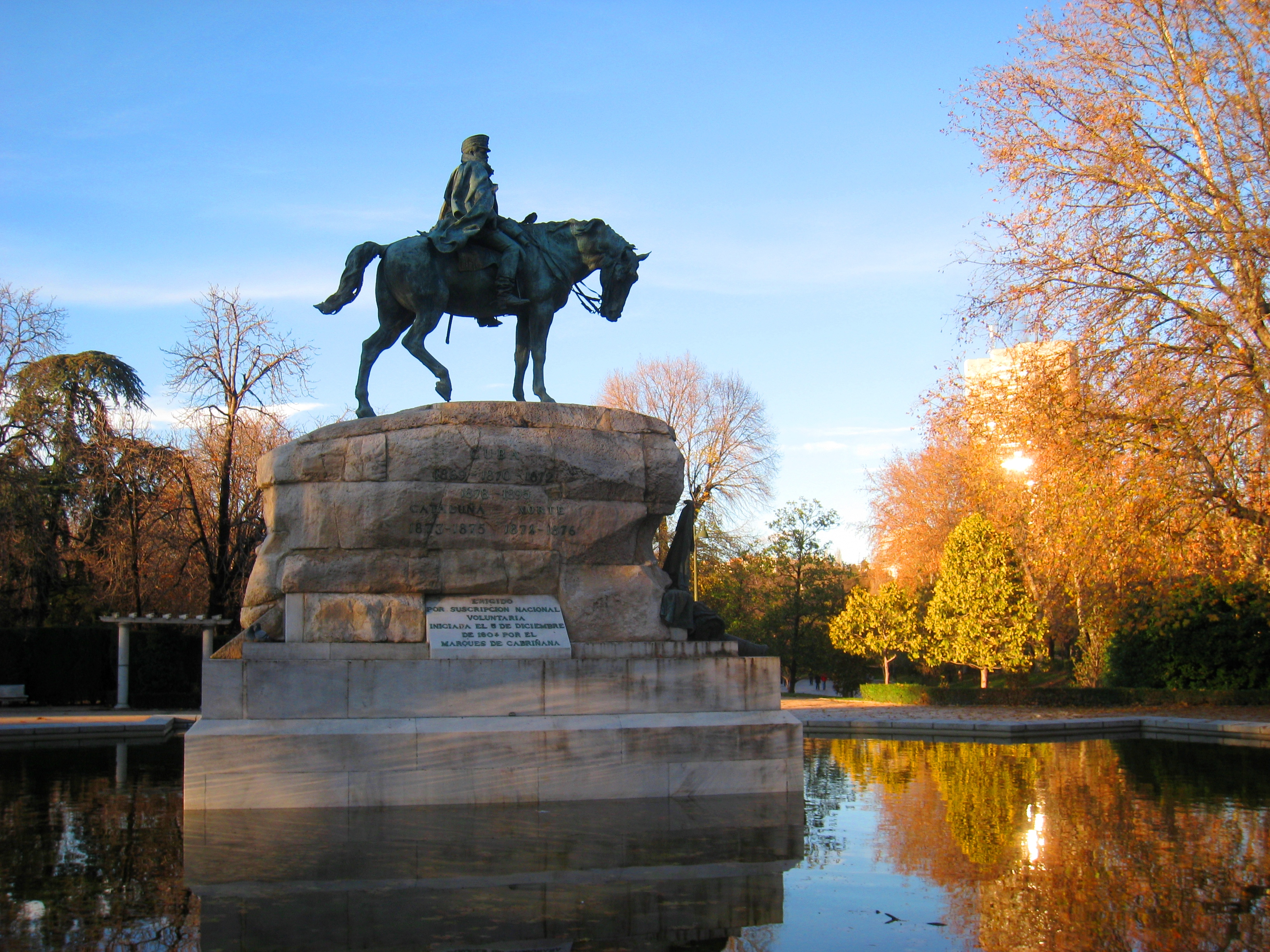
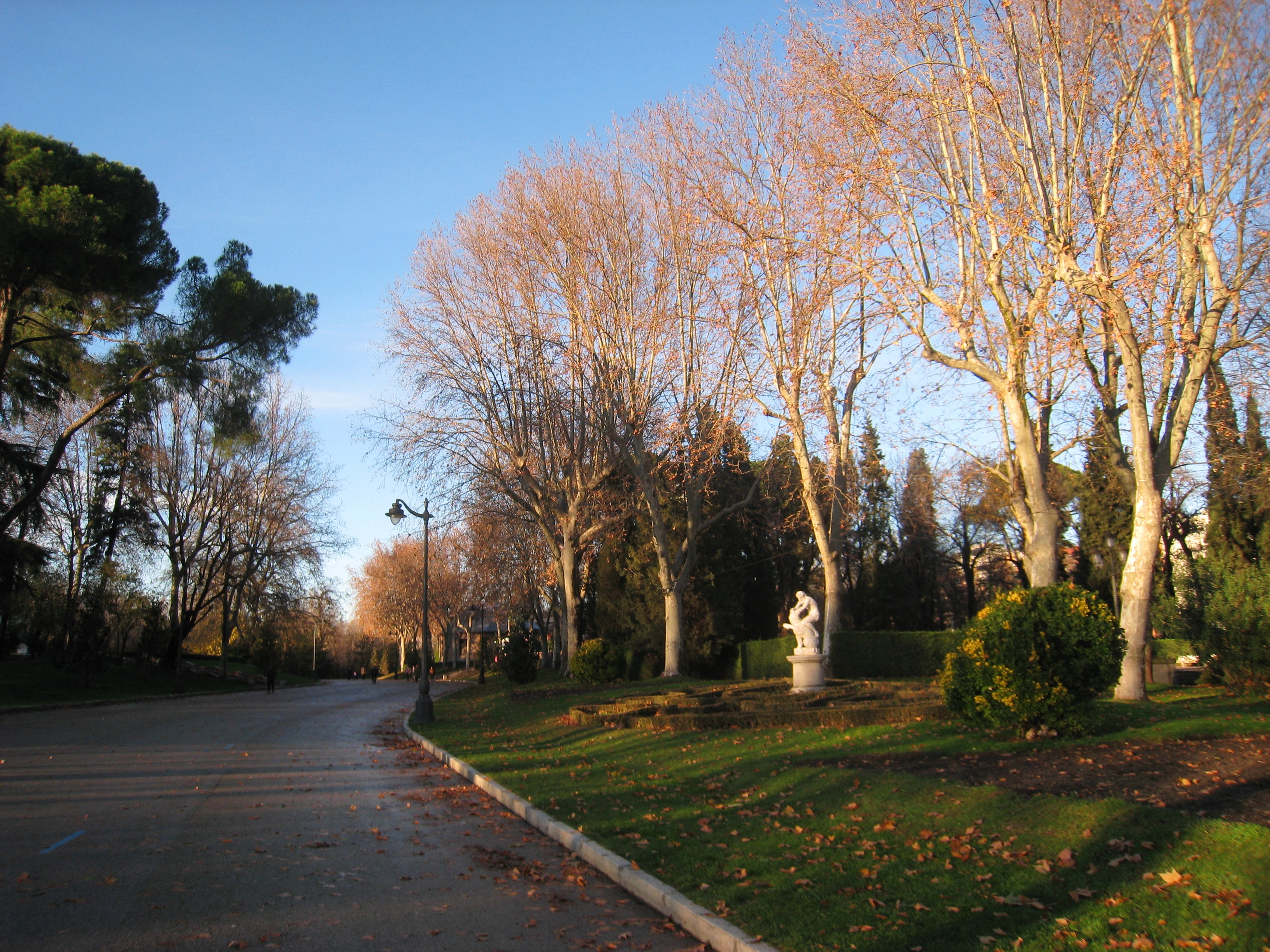
丽池公园
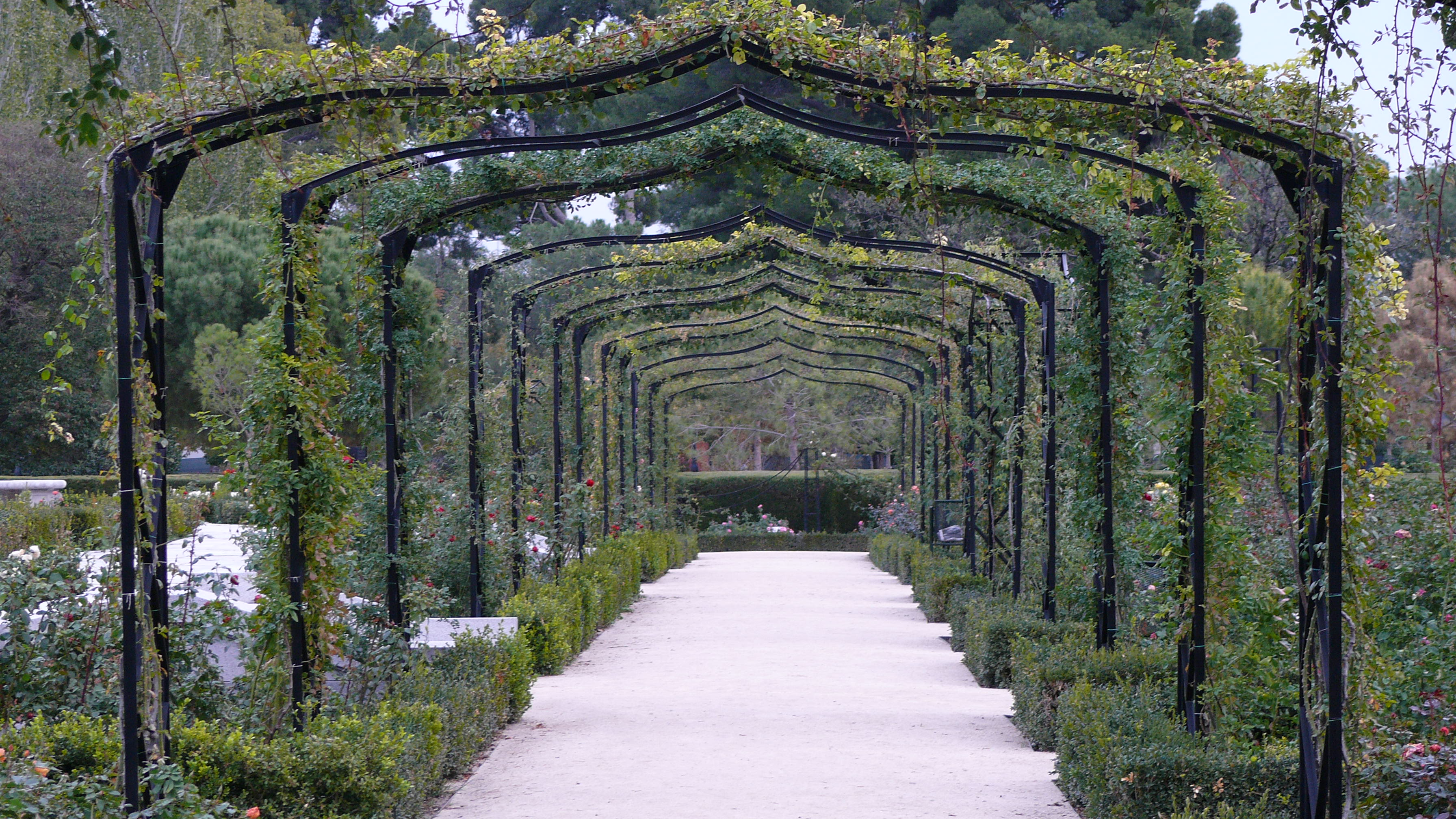
玫瑰园
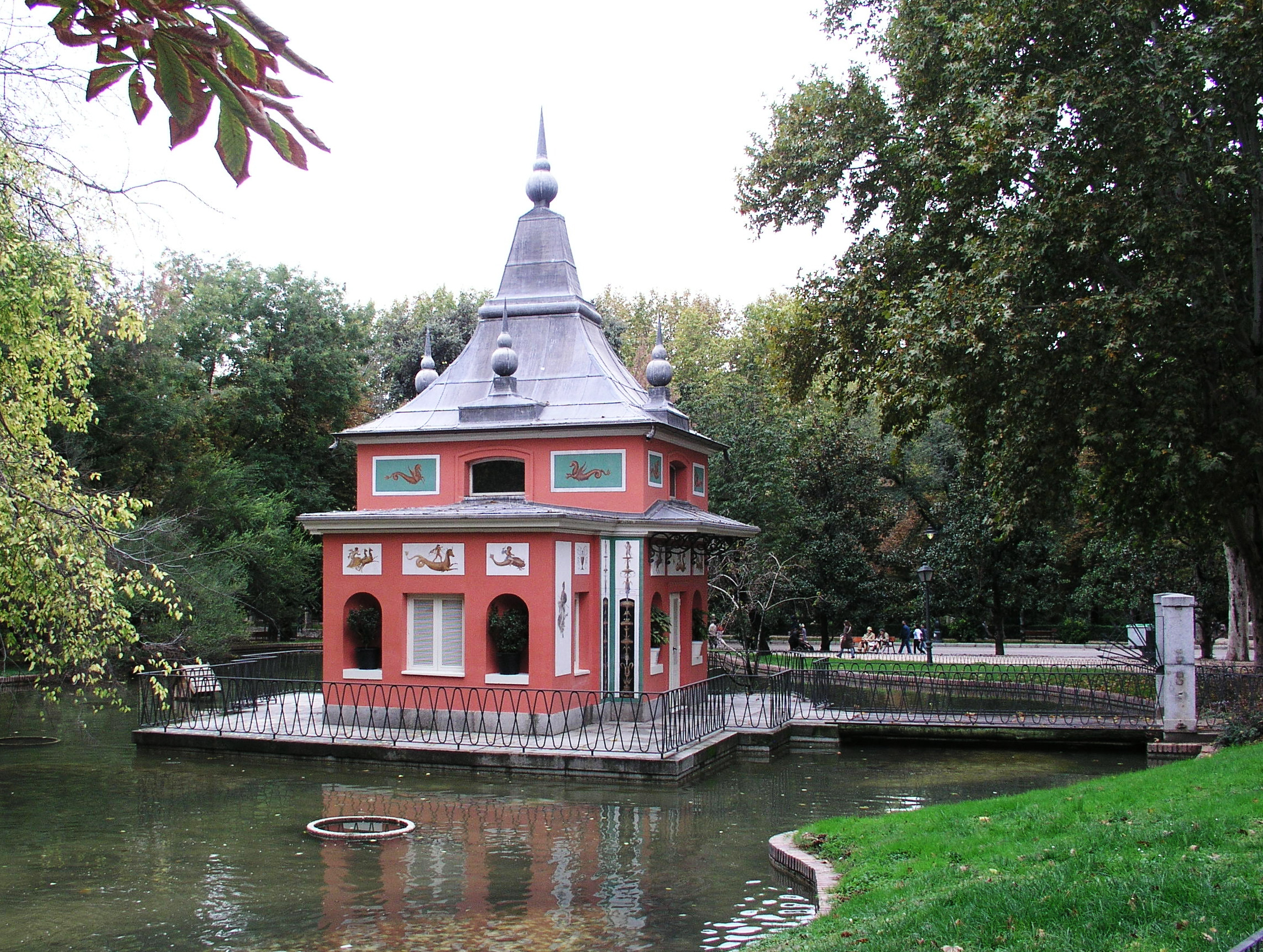
丽池公园
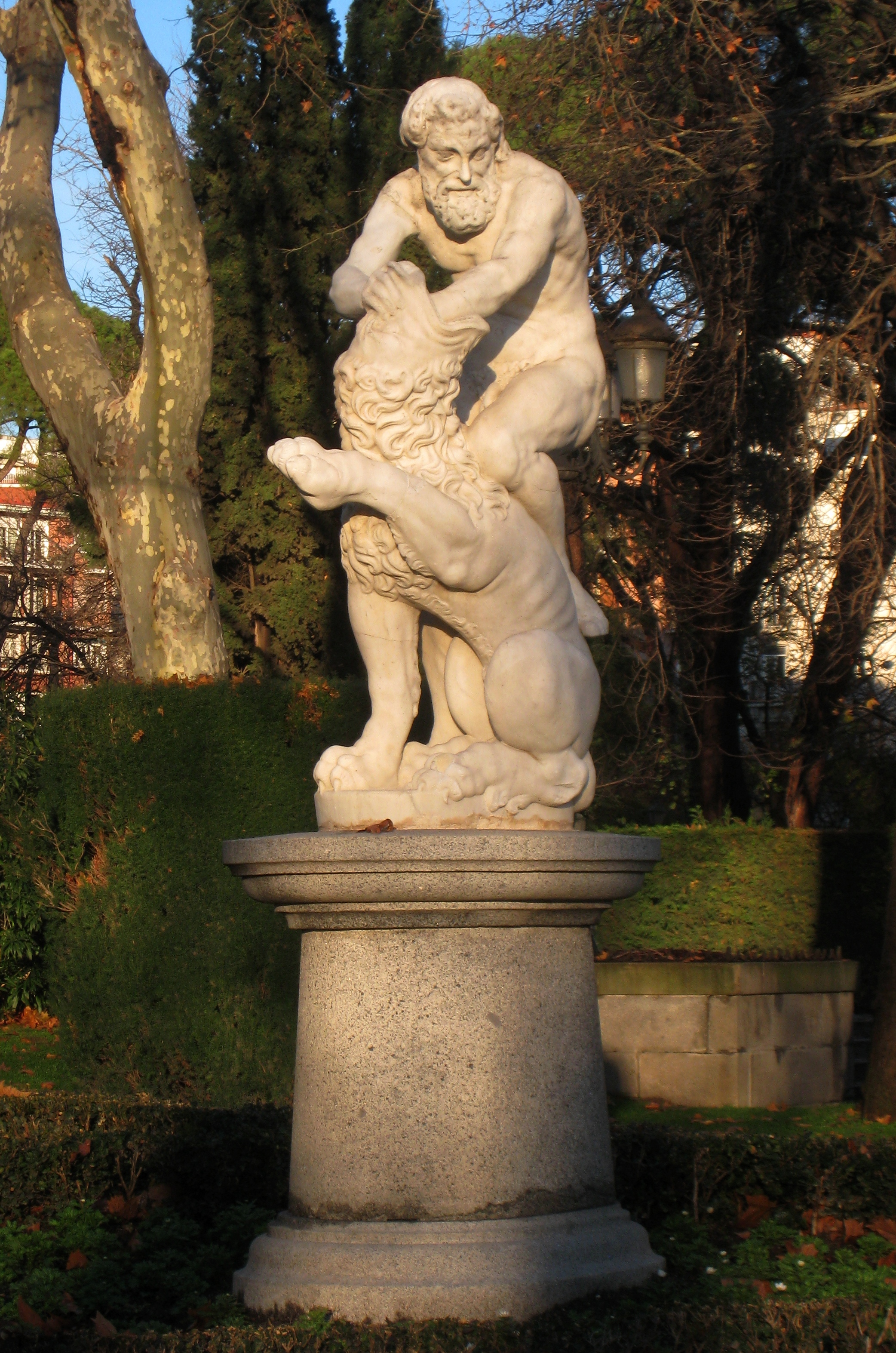
雕塑